# Ван Морисон
Џорџ Ајван Морисон (енгл. George Ivan Morrison; 31. августа 1945) је северноирски певач, музичар и кантаутор. Познат својим поклоницима по надимку "Van the Man".
Морисон је каријеру започео као тинејџер 1950-их свирајући у локалним бендовима обраде тадашњих хитова. Славу му је средином 1960-их донело чланство у Р&Б бенду "Them", за који је написао песму "Gloria", која се сматра једним од гараж рок класика. Убрзо је тај бенд напустио и започео успешну соло-каријеру, а већ 1967. имао велики хит с песмом "Brown Eyed Girl". Након тога су следили албуми "Astral Weeks" и "Moondance", албуми на којима је експериментисао са мешањем различитих жанрова и који се често сматрају једним од најбољих у историји забавне музике. Морисон, који је током каријере добио низ престижних награда, сматра се једним од највећих северноирских музичара.
Ван Морисон има шест награда "Греми" 1993. био је уврштен у "Рок ен рол дворану славе" (Rock and Roll Hall of Fame) а 2003. је уврштен у "Дворану славе текстописаца" (Songwriters Hall of Fame)..

## Дискографија
- Blowin' Your Mind! (1967)
- Astral Weeks (1968)
- Moondance (1970)
- His Band and the Street Choir (1970)
- Tupelo Honey (1971)
- Saint Dominic's Preview (1972)
- Hard Nose the Highway (1973)
- It's Too Late to Stop Now (1974)
- Veedon Fleece (1974)
- A Period of Transition (1977)
- Wavelength (1978)
- Into the Music (1979)
- Common One (1980)
- Beautiful Vision (1982)
- Inarticulate Speech of the Heart (1983)
- Live at the Grand Opera House Belfast (1984)
- A Sense of Wonder (1985)
- No Guru, No Method, No Teacher (1986)
- Poetic Champions Compose (1987)
- Irish Heartbeat (1988)
- Avalon Sunset (1989)
- Enlightenment (1990)
- Hymns to the Silence (1991)
- Too Long in Exile (1993)
- A Night in San Francisco (1994)
- Days Like This (1995)
- How Long Has This Been Going On (1996)
- Tell Me Something: The Songs of Mose Allison (1996)
- The Healing Game (1997)
- The Philosopher's Stone (1998)
- Back on Top (1999)
- The Skiffle Sessions – Live in Belfast 1998 (2000)
- You Win Again (2000)
- Down the Road (2002)
- What's Wrong with This Picture? (2003)
- Magic Time (2005)
- Pay the Devil (2006)
- Live at Austin City Limits Festival (2006)
- Keep It Simple (2008)
- Astral Weeks Live at the Hollywood Bowl (2009)
- Born to Sing: No Plan B (2012)
- Duets: Re-working the Catalogue (2015)
- Keep Me Singing (2016)
- Roll with the Punches (2017)
- Versatile (2017)
- You're Driving Me Crazy (2018)
- The Prophet Speaks (2018)
- Three Chords & the Truth (2019)
- Latest Record Project, Volume 1 (2021)
- What's It Gonna Take? (2022)